# بی‌اورن (امیرداغ)
بی‌اورن (به ترکی استانبولی: Beyören) یک منطقهٔ مسکونی در ترکیه است که در امیرداغ واقع شده‌است.